# 渋谷マークシティ

渋谷マークシティ（しぶやマークシティ）は、東京都渋谷区道玄坂一丁目にある、株式会社渋谷マークシティが運営する複合商業施設である。京王井の頭線の渋谷駅や商業施設、ホテル、オフィス、バスターミナルなどの機能を有する。2000年度グッドデザイン賞受賞（建築・環境デザイン部門）。
「イースト」（EAST=東）と「ウエスト」（WEST=西）の2棟のビルからなり、東京地下鉄渋谷駅構内側線（渋谷車庫）、京王電鉄渋谷駅に跨って建てられている。

## 概要
渋谷マークシティは、京王帝都電鉄（現：京王電鉄）、帝都高速度交通営団（現：東京地下鉄〈東京メトロ〉）、東京急行電鉄（現：東急）が所有する土地、合計約1万4000 m2を一体として有効活用を図り、鉄道施設上空利用施設として老朽化した既存施設を更新し、鉄道施設の改良に併せて、ホテル・オフィス等2棟の高層ビルを建設。さらに鉄道施設上部を利用して東西を貫く遊歩道を設置し、鉄道の相互アクセスの改善と道玄坂を含めた街の回遊性を高め、副都心である渋谷の活性化に資するとの方針に基づき建設された。
ハチ公広場側、京王井の頭線渋谷駅上に「マークシティイースト」、道玄坂上側、東京メトロ車両基地上に「マークシティウエスト」が建てられた。また、敷地は渋谷駅から道玄坂上にかけて16mの高低差があり、道玄坂上でマークシティウエストの4階レベルとなる。この特性を利用し、鉄道施設上部に敷地を貫通する遊歩道を設置して、店舗を配置することで新しいショッピングモール「マークシティモール」を誕生させた。
施設は1994年に着工し、2000年4月7日にオープンした。渋谷は若者の街として知られているが、その中でもあえて『オトナ発信地』をコンセプトとして、渋谷で生活する20歳代後半以上の女性をターゲットに設定した。渋谷マークシティのオープンは渋谷駅周辺の人の流れを変えたといわれた。
「SHIBIYA MARK CITY（渋谷マークシティ）」の「MARK」の名称は、Mailは遊歩道（ショッピングモール等の街区の特徴をPR）、Accessは交通の便のよさ（街区の利便性を強調）、Railroadは鉄道会社（営団（当時）・東急・京王の三者による事業の架け橋）、Keyは渋谷のキーポイント（情報発信地区の中心）という、4つのコンセプトワードに由来する。
運営会社は上記三社の持分出資であり、ホテル、オフィス、マークシティモールの各商業区画は三社の共有物件である。京王井の頭線が入線する渋谷駅部分は京王電鉄の持ち分であり京王グループの物販店が出店している。

### マークシティイースト（ホテル棟）
マークシティモールは約35店舗が出店。
渋谷エクセルホテル東急は、5階から25階までに配置され、フロント・ロビー・ラウンジ・車寄せを5階に置く（客室数408室、収容人員685名）。
開業直後から連絡橋直下の1階イースト入口前がTBSテレビの深夜番組 ランク王国のインタビュースポットとなっている。また、同じくTBSテレビとフジテレビ（2013年5月23日 - ）が同所3階（井の頭線渋谷駅へあがるエスカレーター部分の屋上）にお天気カメラ（情報カメラ）を常設している。他局はすべて渋谷スクランブル交差点に設置している中、TBSとフジテレビが離れた場所に設置していることで、他局とは違うアングルから渋谷駅前の表情を番組に反映させている。
以降、本記事では便宜上「EAST」と略記する。

### マークシティウエスト（オフィス棟）
マークシティモール約30店舗が出店。オフィスは11階から23階までに配置され、エントランスロビーは5階で遊歩道からエスカレーターでアプローチする。6階から11階は駐車場。
5階にバスターミナルがあり、高速バス（主にバスタ新宿発着の京王電鉄バスグループ共同運行便が中心）や東京空港交通のリムジンバスなどが発着している。東京メトロ銀座線の渋谷駅構内側線（渋谷車庫）は3階にある。
入居しているテナントは、 株式会社アルム,医療法人社団輝葉会,thumbs_up_down,株式会社エービーシー・マート ,株式会社ヴィダックス ,エルトラスト株式会社,神谷歯科医院 ,株式会社GRAND CITY.,株式会社グローバル・リンク・マネジメント等がある。
以降、本記事では便宜上「WEST」と略記する。

## 主要テナント

### マークシティアベニュー

#### 飲食店

##### WEST
- 菜な
- Bikini TAPA
- 和幸
- 銀座ライオン
- アフタヌーンティー ティールーム
- エクセルシオール カフェ
- 神楽坂saryo
- チェルシーカフェ

##### EAST
- トラットリア ディ ペッシェパッパーレ イタリア
- つばめグリル
- コールド・ストーン・クリーマリー
- アルファカーメル
- 春水堂
- 梅丘寿司の美登利
- ドトールコーヒー
- スターバックスコーヒー
- ジャン・フランソワ
- Soup Stock Tokyo

### 東横のれん街→TOKYU Food Show
長年東急百貨店東横店東館で営業していた食品売場が、2013年3月の東館閉鎖に伴い、EAST地下1階に同年4月4日移転オープンした。地下連絡通路を通じて、東横店地下1階の「TOKYU Food Show（東急フードショー）」と一体運用となっていた。また、WEST地下1階とも地下連絡通路で結ばれていた。
その後、2020年5月25日に「東急のれん街」は渋谷ヒカリエ内へ移転し、跡地には「TOKYU Food Show」が増床開業している。

### 渋谷エクセルホテル東急
- EASTの5 - 25階部分。客室は全408室[15]。
- 私鉄協が専用のタクシー乗り場を設置している。

### オフィス
- WESTの11 - 23階部分。オフィスロビーは5階である。

## バスターミナル

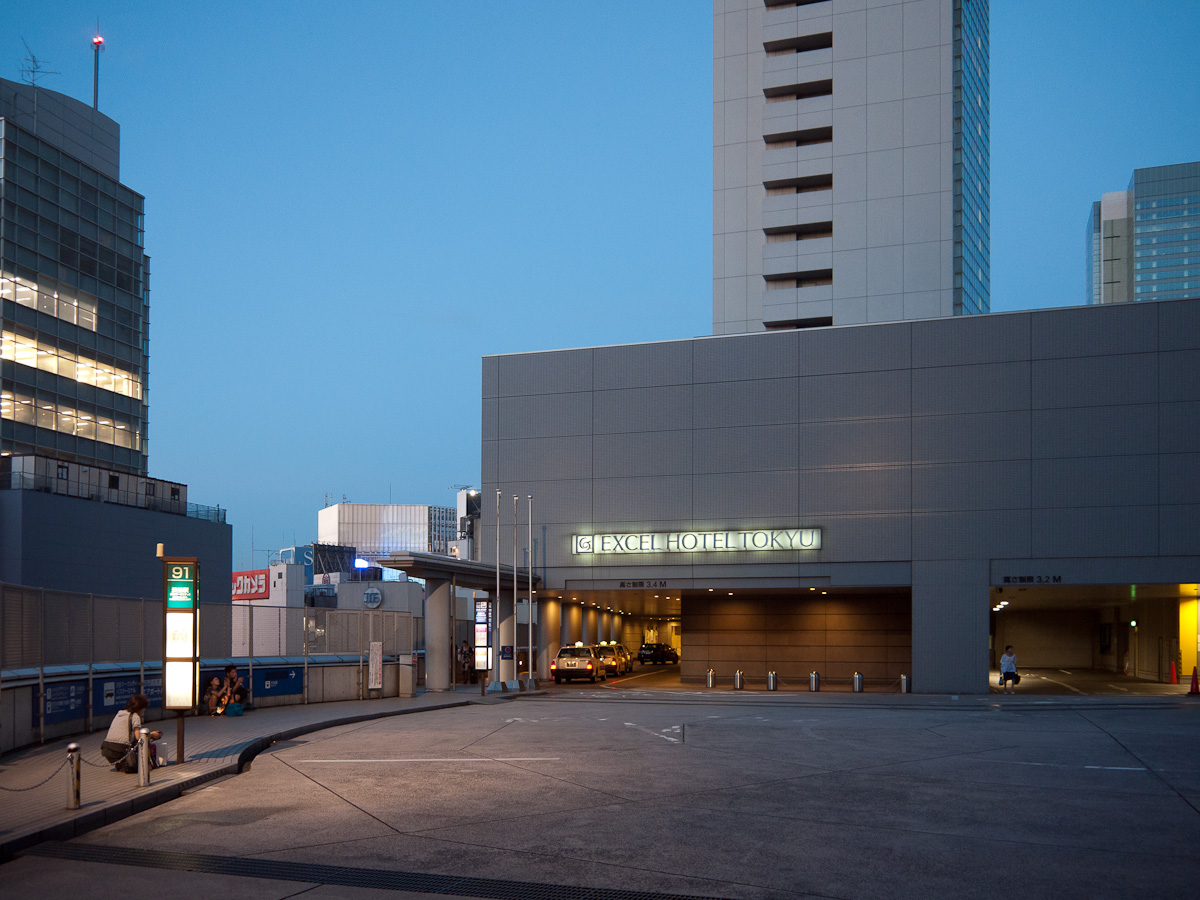
5階にあるバスターミナル

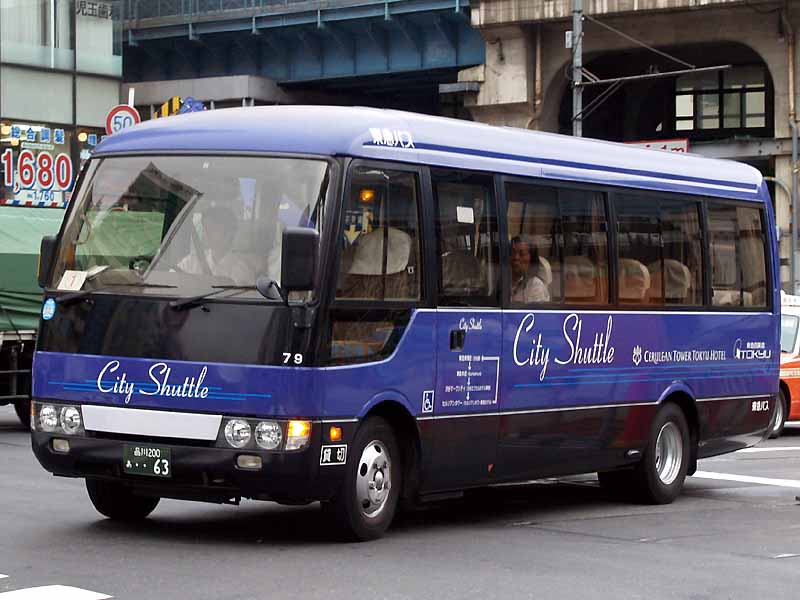
City Shuttle 渋谷循環バス（無料）

5階に高速バスと空港連絡バスが発着するバスターミナルを構える。WESTとEASTを結ぶ連絡通路の屋上に当たる部分にあり、WEST屋内（オフィスフロア）に待合室を設けていて、EASTにある渋谷エクセルホテル東急のフロントデスクとも連絡している。
標示停留所名は「渋谷駅（渋谷マークシティ）」である。ただし、一部「渋谷エクセルホテル東急」という名称を使用している。地平の乗降場と同一停留所であることを示すためか乗り場番号は「91番」から始まる。羽田空港行き、木更津行き、鴨川行き以外は予約が必要。羽田空港行き、木更津行き、鴨川行きはIC乗車カードが使用可能で待合室の自動発券機で乗車券を購入することができる。成田空港行きは渋谷エクセルホテル東急のアテンダントデスクで購入できる。
| 乗り場 | 行先（方面）                                             | 系統名                                 | 運行会社                                              | 備考     |
| ------ | -------------------------------------------------------- | -------------------------------------- | ----------------------------------------------------- | -------- |
| 91     | 鶴岡・酒田                                               | 夕陽号                                 | 国際興業バス 庄内交通                                 |          |
| 91     | 盛岡                                                     | ドリーム盛岡（らくちん）号             | 国際興業バス 岩手県交通                               |          |
| 91     | 仙台・石巻                                               | 広瀬ライナー号                         | 京王バス 宮城交通                                     | [ 注 1 ] |
| 91     | 軽井沢・草津温泉                                         | 渋谷 - 軽井沢・草津温泉線              | 東急バス 京王バス 西武バス 上田バス                   |          |
| 91     | （幕張メッセ）到着便                                     | 幕張メッセ中央 - 渋谷線                | 東急バス 京王バス 京成バス 京成トランジットバス       | [ 注 2 ] |
| 91     | 御殿場プレミアム・アウトレット・富士急ハイランド・河口湖 | 渋谷 - 河口湖線                        | 京王バス フジエクスプレス 富士急バス 東急バス         |          |
| 91     | 上高地                                                   | さわやか信州号 渋谷 - 上高地線         | 京王バス 東急バス アルピコ交通                        |          |
| 91     | 三島・沼津                                               | みしまコロッケ号                       | 富士急シティバス                                      |          |
| 91     | 裾野・沼津                                               | さんさんぬまづ・新宿号                 | 富士急シティバス                                      |          |
| 91     | 清水・静岡                                               | 新宿 - 静岡線                          | 京王バス JR東海バス JRバス関東 しずてつジャストライン |          |
| 91     | 藤枝・相良                                               | 渋谷 - 藤枝・相良線                    | 東急バス しずてつジャストライン                       |          |
| 91     | 浜松                                                     | 渋谷・新宿ライナー浜松号               | 京王バス JR東海バス 遠鉄バス                          |          |
| 91     | 豊橋                                                     | 新宿・豊橋エクスプレス ほの国号        | 関東バス 豊鉄バス                                     | [ 注 3 ] |
| 91     | 金沢・加賀温泉                                           | 八王子・渋谷 - 金沢・加賀温泉線        | 西東京バス アルピコ交通                               |          |
| 91     | 京都・枚方                                               | 東京ミッドナイトエクスプレス京都号     | 関東バス 京阪バス                                     |          |
| 91     | 大阪                                                     | 池袋・渋谷・新宿 - 大阪線              | 京王バス アルピコ交通                                 |          |
| 91     | 神戸・姫路                                               | プリンセスロード号                     | 京王バス 神姫バス                                     |          |
| 91     | 新居浜・今治                                             | パイレーツ号                           | 東急バス 瀬戸内バス                                   |          |
| 92     | 羽田空港                                                 |                                        | 京浜急行バス 東京空港交通 東急バス                    | [ 注 4 ] |
| 92     | 成田空港                                                 |                                        | 東京空港交通 東急バス                                 |          |
| 92     | 袖ヶ浦・木更津                                           | 渋谷 - 袖ヶ浦・木更津線                | 東急バス 小湊鉄道 京王バス                            | [ 注 5 ] |
| 92     | 三井アウトレットパーク 木更津                            | 渋谷 - 三井アウトレットパーク 木更津線 | 東急バス 小湊鉄道 京王バス                            | [ 注 6 ] |
| 92     | 安房鴨川・亀田病院                                       | シーバレー号                           | 東急バス 日東交通                                     | [ 注 7 ] |

以前は、東急バスが運行する無料のCity Shuttle 渋谷循環バスが渋谷エクセルホテル東急の玄関前に乗り入れており、当施設とセルリアンタワー（セルリアンタワー東急ホテル）、渋谷駅東口（東急百貨店東横店・東館1階）、東急百貨店本店の間を10 - 15分間隔で運行していた。その後当施設乗り入れはなくなり、2020年廃止された（東急バス淡島営業所#東急百貨店シャトルバス参照）。

### 旧バスターミナル
この施設ができる前にもバスターミナルが存在しており、大井町駅行、幡ヶ谷折返所行、道玄坂歩行者天国実施中の成城学園前駅行・狛江駅行・調布駅南口行や、東急バス運行の高速バス（ミルキーウェイ）などが発着していた。
1994年まで使われたバスターミナルは、東急百貨店東横店西館1階北側の屋上にあった、東急玉川線（玉電）廃止後の渋谷駅跡をバスターミナルに改築したものである。 渋谷駅を発着する系統は1969年5月の東急玉川線代行バス輸送開始直前では、1日の発着回数が5,000回に達し、これに代行バスの発着が加わることとなったため飽和状態となった。この状況を解決するため、東急玉川線渋谷駅跡地を利用し既存バスターミナルの混雑緩和を図ることになった。なお、Uターンが出来る幅がなかったため、終端部にターンテーブルが設置されていた。
1970年に品川線（渋谷 - 品川区役所間）の使用を開始し、同年10月より東名急行バスも東急旧本社前の乗り場より移転・使用開始となった。なお東名急行バスは1975年に廃止されている。
その後、幡ヶ谷線や成城線（歩行者天国時）、東急百貨店送迎バス、夜行高速バスも当バスターミナルに発着した。現在ではバスターミナルとしての役割はマークシティ5階の高速バス乗り場に受け継がれている。ミルキーウェイは東急バスターミナル廃止からマークシティ開業にかけて、渋谷駅東側の明治通り路上にある渋谷東急イン前に停留所を設けて発着していた時期がある。バス停位置は都営バスの池86系統や早81系統のバス停よりもやや原宿寄りであった。
このバスターミナルの廃止後、跡地は東急百貨店東横店西館2階売場やJR渋谷駅とマークシティとを結ぶ連絡通路の拡幅に使われ、道玄坂上交番交差点につながる取付道路は現バスターミナルへの取付道路やマークシティの敷地に利用されている。
沿革
- 1969年7月10日 - バスターミナル改造工事着工。
- 1970年5月15日 - バスターミナル完成。
- 1970年5月18日 - 品川区役所線（現：品川線）乗入れ開始。
- 1970年10月1日 - 東名急行バス、乗入れ開始。
- 1994年6月30日 - はとバス及び一般路線の使用停止。
- 1994年7月1日 - 高速バス到着便をもって廃止。

## アクセス

### 駐車場
駐車場がWESTの6 - 10階にあり、最大430台まで収容できる。24時間営業で、料金は次のとおり。
- 午前7時から翌午前1時 - 最初の20分まで200円、以降20分毎に200円ずつ加算。
- 午前1時から午前7時 - 最初の20分まで200円、以降30分毎に200円ずつ加算。
- 12時間毎に最大2,500円の上限。
- マークシティ内、東急百貨店東横店内での利用額に応じた時間限定無料サービスあり。

### 鉄道
いずれも渋谷駅下車。
- 京王井の頭線
EASTとWESTに跨って2階部分に駅がある。正面の中央口からEAST2階、西口からWEST1階、アベニュー口からWEST4階に出られる。
- JR線   
中央改札口から2階連絡橋経由またはハチ公改札口経由で徒歩3 - 4分[21]
- 東京メトロ銀座線
「渋谷スクランブルスクエア方面改札」から「しぶにしデッキ」と2階連絡橋経由で徒歩3 - 4分
- 東京メトロ半蔵門線・ 東急田園都市線
A5出口経由で徒歩3分
- 東急東横線・ 東京メトロ副都心線
A5出口経由で徒歩5 - 6分

### 注
1. ↑  京王便は降車のみ
2. ↑  特定日運行・幕張メッセ中央からの降車のみ
3. ↑  降車のみ
4. ↑  羽田空港発深夜便と羽田空港行早朝便は、二子玉川地区が起終点で、六本木を経由する。
5. ↑  2018年7月10日運行開始[16]
2019年8月1日より京王バス東が参加[17][18]
6. ↑  2019年8月1日運行開始[要出典]
7. ↑  2018年10月1日運行開始[19]
8. ↑  ただし、東急バスはマークシティ開業前の1998年9月限りで夜行高速バスから全面撤退している。